# Hot Chocolate
Hot Chocolate — британская поп-группа, образованная в 1969 году в Брикстоне, Лондон, Англия, певцом и бас-гитаристом Эрролом Брауном и исполнявшая софт-рок с элементами фанка и музыки соул. В первую десятку британского хит-парада входили 12 синглов и 4 альбома группы; на 1-е место поднимались сингл «So You Win Again» (1977), а также сборники The Very best Of… (1987) и Their Greatest Hits (1993). В 1986 году группа распалась; в 1992 году появился совершенно новый состав Hot Chocolate, который гастролирует по сей день. Эррол Браун, в 1990-х годах начавший успешную сольную карьеру, в 2003 году получил Орден Британской империи (MBE), а в 2004 году — Ivor Novello Award (за вклад в развитие британской музыки).

## История группы
Hot Chocolate (первоначально как The Hot Chocolate Band; вскоре продюсер Микки Мост сократил название) начали с того, что записали реггей-версию песни «Give Peace A Chance» и за разрешением на выпуск обратились в Apple Records. Джону Леннону их версия настолько понравилась, что группа подписала с лейблом контракт, но этот союз из-за распада The Beatles оказался недолговечным.

## Дискография

### Студийные альбомы
- Cicero Park (US #55) (1974)
- Hot Chocolate (UK #34, US #41) (1975)
- Man to Man (UK #32, US #172) (1976)
- Every 1’s a Winner (UK #30, US #31) (1978)
- Going Through the Motions (US #112) (1979)
- Class (1980)
- Mystery (#24) (1982)
- Love Shot (1983)

### Синглы
- «Give Peace a Chance» (1969)
- «Love is Life» (#6) (1970)
- «You Could Have Been a Lady» (#22) (1971)
- «I Believe (In Love)» (#8) (1971)
- «Mary-Anne» (1972)
- «You’ll Always Be a Friend» (#23) (1972)
- «Brother Louie» (#7) (1973)
- «Rumours» (#44) (1973)
- «Emma[англ.]» (#3) (1974)
- «Changing World» (1974)
- «Cheri Babe» (#31) (1974)
- «Blue Night» (1975)
- «Disco Queen» (#11) (1975)
- «A Child’s Prayer» (#7) (1975)
- «You Sexy Thing» (#2) (1975)
- «Don’t Stop it Now» (#11) (1976)
- «Man to Man» (#14) (1976)
- «Heaven Is in the Back Seat of My Cadillac» (#25) (1976)
- «So You Win Again» (#1) (1977)
- «Put Your Love in Me» (#10) (1977)
- «Every 1’s a Winner» (#12) (1978)
- «I’ll Put You Together Again» (#13) (1978)
- «Mindless Boogie» (#46) (1979)
- «Going Through the Motions» (#53) (1979)
- «No Doubt About It» (#2) (1980)
- «Are You Getting Enough of What Makes You Happy» (#17) (1980)
- «Love Me to Sleep» (#50) (1980)
- «Gotta give up your love» (1981)
- «You’ll Never Be So Wrong» (#52) (1981)
- «I’m Losing You»/«Children Of Spacemen» (1981)
- «Girl Crazy» (#7) (1982)
- «It Started With a Kiss» (#5) (1982)
- «Chances» (#32) (1982)
- «What Kinda Boy You’re Lookin' For (Girl)» (#10) (1983)
- «Tears on the Telephone» (#37) (1983)
- «I’m Sorry» (1983) (#89) (1983)
- «I Gave You My Heart (Didn't I)» (#13) (1984)
- «Heartache No. 9» (1986) (#76) (1986)
- «You Sexy Thing (Ben Liebrand, ремикс)» (#10) (1987)
- «Every 1’s a Winner (Groove Mix)» (#69) (1987)
- «No Doubt About It (ремикс)» (1987)
- «Heaven Is in the Backseat of My Cadillac (ремикс)» (1988)
- «Never Pretend» (1988)
- «It Started with a Kiss» (#31) (переиздание, 1993)
- «You Sexy Thing» (#6) (переиздание, 1997)
- «It Started with a Kiss» (#18) (второе переиздание, 1998)